# Elliptio spinosa
Elliptio spinosa är en musselart som först beskrevs av I. Lea 1836.  Elliptio spinosa ingår i släktet Elliptio och familjen målarmusslor. IUCN kategoriserar arten globalt som starkt hotad. Inga underarter finns listade i Catalogue of Life.